# Characteristica universalis

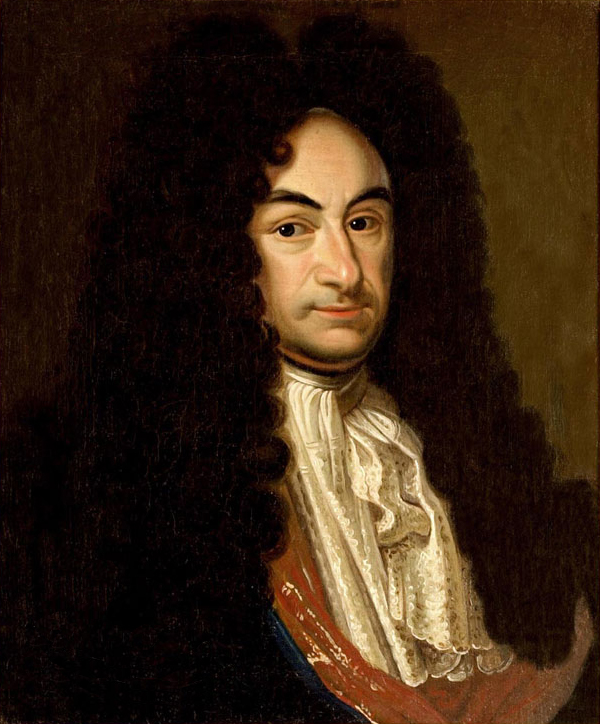
Ritratto di Gottfried Wilhelm von Leibniz

L'espressione latina characteristica universalis, comunemente tradotta come "caratteristica universale" o "carattere universale", è un linguaggio formale e universale, concepito dal filosofo tedesco Gottfried Leibniz, in grado di esprimere, tramite una serie di simboli, concetti matematici, scientifici e metafisici.
Leibniz cercava in tal modo di creare un linguaggio utilizzabile anche come base di un'algebra logica (calculus ratiocinator) di modo che i nostri errori concettuali si sarebbero ridotti ad errori di calcolo, facilmente correggibili con un attento esame:
Come matematico Leibniz è noto per i suoi contributi nell'analisi matematica e per aver introdotto contemporaneamente a Isaac Newton le prime nozioni di calcolo infinitesimale; come filosofo egli ha trattato questioni di logica, metafisica, diritto, etica,  politica e teologia.

## L'Ars magna

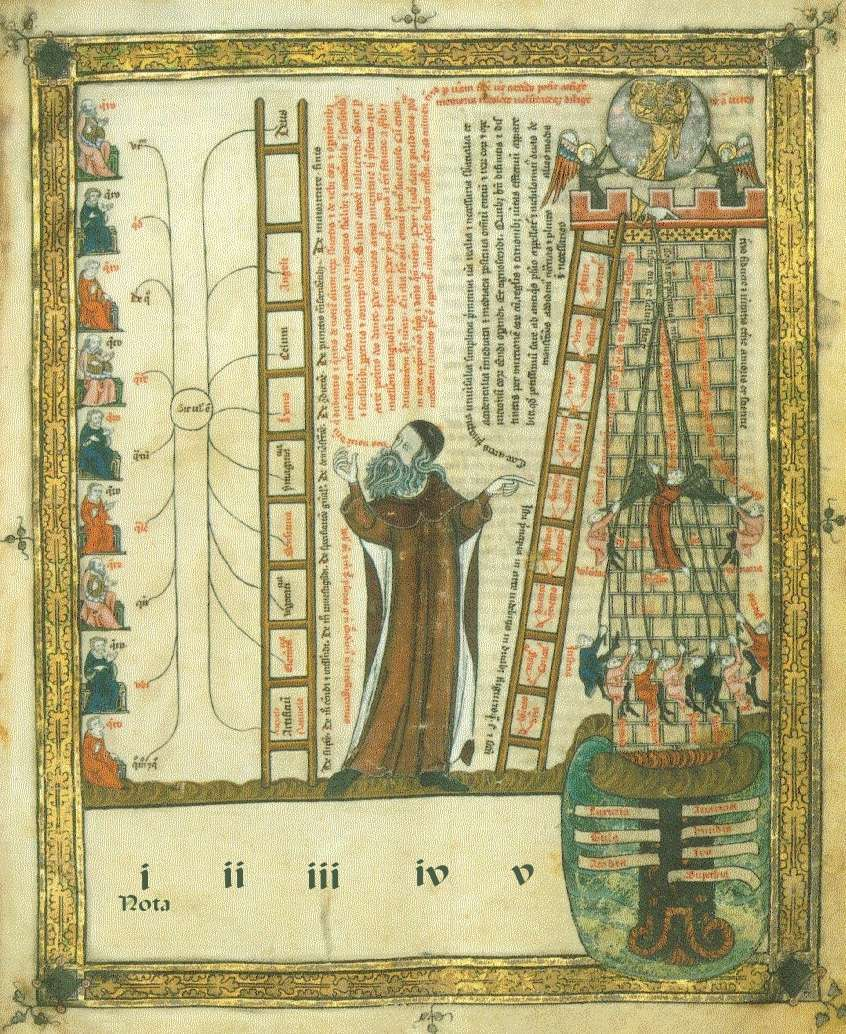
Miniatura del Breviculum ex artibus Raimondi Lulli electum (1325) di Thomas Le Myésier.

Nell'opera giovanile De arte combinatoria (1666) Leibniz tenta d'introdurre una primaria forma di linguaggio simbolico: un progetto che non giunse a compimento per la sua morte. Nello scritto egli discuteva sulla possibilità di introdurre nella ricerca della verità una lingua universale che egli chiama la caratteristica universale o lingua filosofica che avrebbe permesso lo sviluppo di ogni discorso razionale o anche estetico musicale.
Aristotele aveva già intravisto questa possibilità negli "Analitici", la sua opera di logica formale, dove i concetti semplici venivano simboleggiati con le lettere dell'alfabeto greco. 

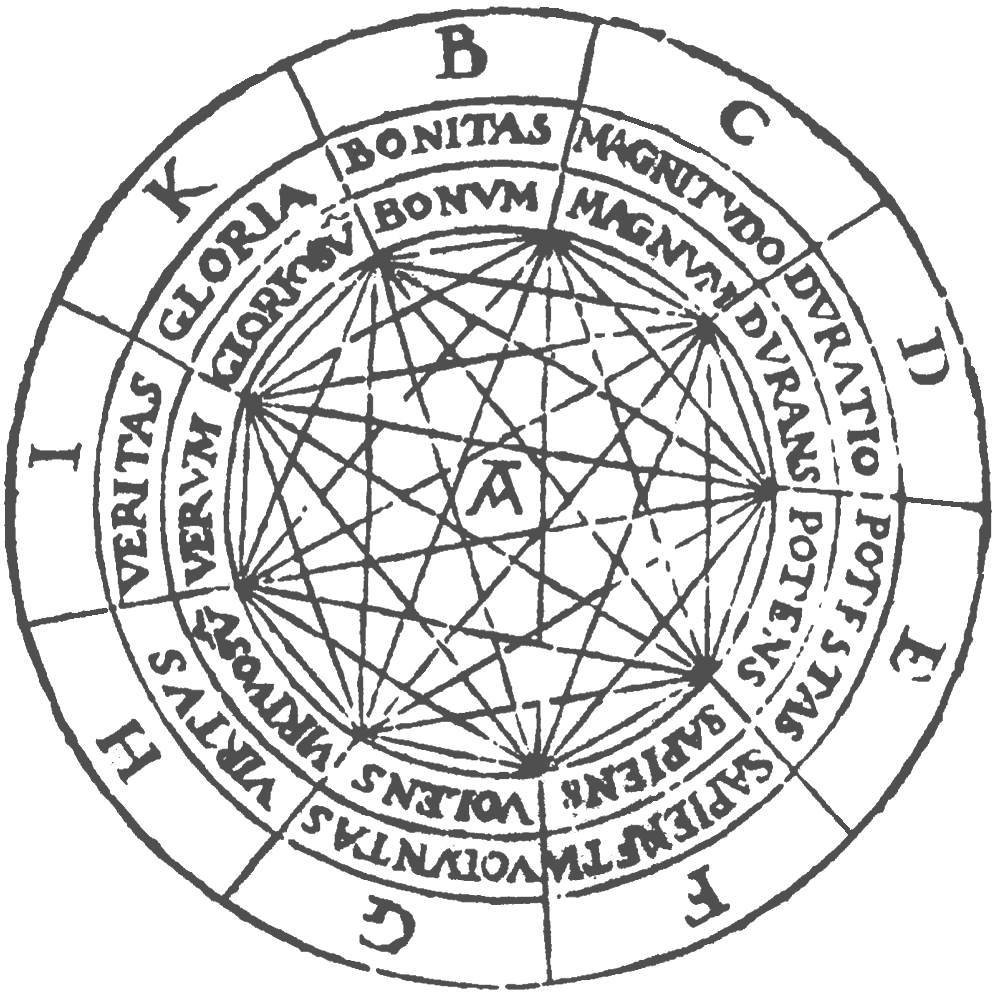
Una delle "figure" dell'"Ars magna".

Lo stesso progetto era stato perseguito da Raimondo Lullo (1235-1315) con la sua "Ars magna"  ("Ars compendiosa inveniendi veritatem seu ars magna et maior") e da Charles de Bovelles (1475-1566) con la sua Ars oppositorum: tecnica sintetica per scoprire la verità. Servendosi di simboli linguistici e anche di schemi e figure si potevano realizzare delle combinazioni logiche che portavano a verità universali.
L'arte lulliana fu dimenticata nel Medioevo e venne invece riscoperta nel Rinascimento dove era utilizzata nell'alchimia e nell'astrologia. Giordano Bruno, ad esempio, era considerato un esperto di questa tecnica. Ancora nel XVII secolo l'"ars magna" trovava cultori come Pierre Gassendi ma furono soprattutto Thomas Hobbes e i suoi seguaci che tentarono di svilupparla ed applicarla ad ogni campo del sapere e fu proprio il concetto di Hobbes di un sapere come calcolo che influenzò in modo rilevante la dottrina di Leibniz.
Prima ancora di Leibniz Cartesio s'interessò anche del linguaggio. Ai suoi tempi si discuteva della possibilità dell'esistenza precostituita di una lingua che egli riteneva non potesse sussistere "a priori" ma che invece potesse essere costruita seguendo queste linee guida:
- dovrebbe essere una lingua molto semplice da imparare nel giro di cinque, sei giorni e altrettanto facile a scrivere e a parlare;
- tra le parole e i pensieri bisognerebbe instaurare la stessa relazione che c'è tra i numeri: un ordinamento preciso e meccanico che renda possibile una combinazione tramite sicure regole;
- il primo passo da compiere per questa nuova lingua sarebbe quello di scomporre le idee complesse in idee semplici per poi effettuare ogni combinazione logica possibile.

In una lettera a padre Mersenne (20 novembre 1629) egli scriveva:
Seguendo questi precedenti Leibniz notò come fosse possibile ridurre i concetti complessi ad un piccolo numero di concetti primitivi, ciascuno connotato da un segno.
Dopo aver stabilito una classificazione di concetti primitivi, egli pensava che si potesse arrivare a stabilire una sorta di scrittura universale simbolica e con questa risolvere i problemi logici così come si risolvono i problemi algebrici.
Questo stesso metodo Leibniz lo applicherà alla matematica e proprio la logicizzazione della matematica lo porterà  alla scoperta del calcolo infinitesimale.
I discepoli di Leibniz, Christian Wolff (1679-1754) , Johann Heinrich Lambert (1728-1777), cercheranno, senza successo, di rendere esecutivo il progetto del maestro.
Lo sviluppo di un linguaggio universale avvenne a opera dei fondatori dell'algebra della logica, in particolare di George Boole (1815-1864). Verso la fine del XIX secolo contribuirono in modo determinante a questo progetto Giuseppe Peano in Italia e Frege in Germania. Il logico e matematico tedesco ha ripreso l'idea di una caratteristica universale e ha sviluppato nel 1879 un linguaggio logico formale che chiamò ideografia ("Begriffsschrift"). La creazione di questo linguaggio per Frege avrebbe dovuto costituire la prima tappa verso la formazione di un calcolo logico universale che sarebbe stato valido per la fisica, la matematica e la filosofia.

## Il fisicalismo
Un ulteriore progetto di linguaggio universale si ebbe con il fisicalismo, una corrente filosofica che fa capo a Otto Neurath (1882–1945), uno dei fondatori del Circolo di Vienna, che sosteneva potesse essere sostenibile scientificamente, e quindi valido per la conoscenza, un sistema basato su basilari proposizioni definite in termini materiali ossia spazio-temporali.